# Davor Dijanović
Davor Dijanović (Bjelovar, 15. prosinca 1987.), hrvatski je novinar, urednik, kolumnist, povijesni istraživač, geopolitički analitičar, književnik i publicist.

## Životopis
Davor Dijanović rodio se je u Bjelovaru 1987. godine. Od 2008. do danas objavio je više od tisuću članaka, eseja i književnih prikaza o temama iz područja politike, geopolitike, povijesti i kulture. Kao novinar napravio je nekoliko stotina razgovora s uglednim osobama iz hrvatskoga političkog i kulturnog života. Moderirao i izlagao na velikom broju tribina, predavanja i književnih večeri. Član je Hrvatskih novinara i publicista, Hrvatskoga kulturnog vijeća, Udruge Obnova i Matice hrvatske.
Pisao je za Hrvatsko slovo, Hrvatski tjednik, Politički zatvorenik, Vijenac i nekolicinu internetskih portala. Stalni je suradnik Hrvatskog tjednika, a povremeni suradnik Vijenca i Glasa Slavonije.
Pjesme je objavljivao u književnoj reviji Marulić, Klasju naših ravni, Zlatnom peru i Obnovi. Stihovi su mu uvršteni u knjigu "Hrvatsko pjesničko biserje – Antologija suvremenog hrvatskog pjesništva 2006. – 2016.".
Član je uredništva i novinar Portala Hrvatskoga kulturnog vijeća te član uredništva Obnove, časopisa za kulturu, društvo i politiku.
Piše tjednu kolumnu za portal Direktno.
Prema ocjeni mr. sc. Miljenka Stojića, riječ je o jednome od najznačajnijih hrvatskih publicista.
Dana 30. prosinca 2019. pokrenuo je audio podcast pod nazivom (Geo)politički objektiv podcast. U prvoj epizodi podcasta iznio je razloge i motive pokretanja podcasta te najavio bavljenje strateškim političkim temama, temama iz područja povijesti, geopolitike i međunarodnih odnosa, ali i iz područja filozofije i književnosti. Dijanović je upozorio na medijsku i kulturnu hegemoniju u Republici Hrvatskoj koja rezultira time da su voditelji podcasta gotovo isključivo osobe desne ili klasično-liberalne orijentacije dok su ljevičarske medijske figure u pravilu one koje „drmaju“ mainstream medijima. Dijanović tu činjenicu objašnjava na temelju koncepta kulturne hegemonije koji je osmislio talijanski marksist Antonio Gramsci, a koja je hegemonija realnost i u Republici Hrvatskoj.
Za knjigu Hrvatska – država koja se samoukida dobio je 2025. književnu nagradu Benjamin Tolić.

## Djela
- Hrvatska u žrvnju Jugosfere: izabrani članci, eseji i prikazi, Vlastita naklada, Bjelovar, 2015., (predgovor Tomislav Jonjić, pogovor Damir Pešorda)[6]
- Postojanje, Bjelovar 2023. (poezija) (predgovor: Damir Pešorda; pogovor: Đuro Vidmarović)
- Politička misao Ante Starčevića u svjetlu modernih europskih integracija (New Direction, Bruxelles, 2024.)
- Europski obzori književno-publicističke ostavštine Antuna Gustava Matoša (New Direction, Bruxelles, 2024.)[7], pristupljeno 15. ožujka 2024. (PDF)
- Filozofska, politička i državnička misao Ivana Oršanića (Duhovno Hrašće – Spomen, Drenovci, 2024.)
- Hrvatska – država koja se samoukida. Kip domovine leta 2024., Bjelovar, 2024.

## Vanjske poveznice
- Popis objavljenih znanstvenih i stručnih radova[neaktivna poveznica] u Hrčku i na CROSBI-ju
- Podcast Davora Dijanovića »Geopolitički objektiv« na YouTubeu